# Écardenville-sur-Eure
Écardenville-sur-Eure è un ex comune francese di 540 abitanti situato nel dipartimento dell'Eure nella regione della Normandia. Il 1º gennaio 2016 è stato fuso con i due comuni di Fontaine-Heudebourg e La Croix-Saint-Leufroy per formare il nuovo comune di Clef Vallée d'Eure, di cui è comune delegato.

## Società

### Evoluzione demografica
Abitanti censiti